# Aqköl
Aqköl (kasachisch Ақкөл – „weißer See“; russisch Акколь Akkol) ist eine Stadt in Kasachstan.

## Geografische Lage
Die Stadt befindet sich im Gebiet Aqmola.

## Geschichte
Der Ort wurde 1887 als Alexejewka (Алексеевка) gegründet. 1965 bekam Alexejewka die Stadtrechte verliehen. Seit 1997 trägt die Stadt den heutigen Namen.

## Bevölkerung
Aqköl hat etwa 14.000 Einwohner. Noch bis 1991 hatte der Ort etwa 20.000 Einwohner, seitdem nimmt die Einwohnerzahl ab. 
| Einwohnerentwicklung | Einwohnerentwicklung | Einwohnerentwicklung | Einwohnerentwicklung | Einwohnerentwicklung | Einwohnerentwicklung |
| 1959                 | 1970                 | 1979                 | 1989                 | 1999                 | 2009                 |
| -------------------- | -------------------- | -------------------- | -------------------- | -------------------- | -------------------- |
| 17.063               | 18.241               | 17.867               | 19.664               | 15.682               | 14.217               |

## Söhne und Töchter der Stadt
- Marina Lebedewa (* 1985), kasachische Biathletin